# Morris Bates
Joseph Morris Bates (* 22. Mai 1864 in Nottingham; † 6. September 1905 in Woolwich, London) war ein englischer Fußballspieler und 1886 Gründungsmitglied des „Dial Square Football Clubs“, dem Vorläufer des heute weltbekannten FC Arsenal.
Bates erlernte das Fußballspielen in seiner Heimatstadt bei Nottingham Forest und zog später nach London, um dort gemeinsam mit seinem ehemaligen Mannschaftskameraden Fred Beardsley bei dem Rüstungsfabrikanten Royal Arsenal eine neue Arbeitsstelle anzutreten. Bates traf dort auf zahlreiche Fußballinteressierte, zu denen auch Jack Humble und David Danskin zählten; gemeinsam gründete man 1886 den „Dial Square Football Club“, der nur kurze Zeit später in „Royal Arsenal“ umbenannt wurde und heute als „Arsenal Football Club“ (deutsch: „FC Arsenal“) bekannt ist. Bei den Spielen von Nottingham Forest diente er weiter als Schiedsrichter (genauer: als „Umpire“, der mehr als „Schiedsstelle“ diente) und besorgte während einer dieser Reisen nach Nottingham gemeinsam mit Fred Beardsley einen Satz roter Trikots und prägte damit die Farbgebung des Klubs, die heute noch Gültigkeit besitzt.
Insgesamt spielte der erste Mannschaftskapitän des Klubs 73 Spiele für Royal Arsenal, die meisten davon als Verteidiger. Dazu gehörte auch am 5. Oktober 1889 das erste FA-Cup-Spiel des Klubs gegen den FC Lyndhurst. Zu den Stärken des „Iron Man“ zählte vor allem der Kopfball und in seine Zeit fielen mit dem Gewinn des Kent Senior Cups und des London Charity Cups im Jahr 1890 die ersten beiden Titel in der Vereinschronik.
Ab dem Sommer des Jahres 1890 war Bates nicht mehr in der ersten Mannschaft von Royal Arsenal vertreten und mit 36 Jahren beendete er endgültig seine Karriere. Im Unterschied zu vielen anderen Gründungsvätern blieb er dem Klub nicht erhalten und er arbeitete vielmehr in der Rüstungsfabrik weiter, wo er sich auf Maxim-Maschinengewehre spezialisierte. Im Alter von nur 41 verstarb Bates an Tuberkulose.